# Лазо Шкундрић
Лазар Лазо Шкундрић (1825-1901) је био последњи лички хајдучки вођа (харамбаша: 1862-1865), родио се 1825. године у селу Прљеву (Лика) у српској православној породици, од оца Дане Шкундрића (17??-1850) и мајке Јање Букарица (17??-1842), која је пре удаје живела у Ервенику (северна Далмација).

Лазар се због хајдуковања (1849–1865) оженио релативно касно (1871) са Маријом Стојисављевић (из Велике Попине), са којом је имао синове Ђурђа (1873-19??) и Шпиру (1878-19??).

## Порекло породице
Породица Шкундрић, пореклом је из Херцеговине, где су се некада презивали Богуновићи, чијем братству и припадају, а о томе је сам Лазо оставио сведочанство у својим казивањима, када је на питање Будислава-Буде Будисављевића (1843–1919) А јесте ли старином одавле ви Шкундрићи?, одговорио:

„Нијесмо, господине, већ из Херцеговине. Кренуо нас Турчин, шукундједа, шта ли, мога јоште. Убио овај злотвора бега па морао бјежати и прешао у Босну поносну, равно на Бјелајско поље. Кад дознали бегови људи за нови им стан, притиснули моје старе, па овима било опет бјежати докле се не уставише у Паланци.“ („S ličke grude: priče“ - 1913)
Његов отац Дане и деда Јован Шкундрић пренели су му породичну традицију, како сам Лазо наводи:

„Дјед мој Јован и отац Дане, али зна се то и онако у племену. Дошла су у Паланку три брата и најамник, па отишао један брат с овцама у Велику Попину, а други с козама у Пељево гдје је ситногорице, а трећи брат остао у Паланци.“ („S ličke grude: priče“ - 1913)
Или:
Шкундрићи су се у Лици звали Богуновићи и род су са Ковачевићима, Бундалама, Цветичанима, а сви су се раније, у Лици звали Богуновићи. („Из старог завичаја: приповијести“ - 1927)
Приликом сусрета у Врелу (од 1900. године, ово место се зове - Зрмања-Врело, а од 1971. године - Зрмања Врело) 1890. године, између Буде Будисављевића и Лазе Шкундрића, забележена су казивања, последњег личког хајдучког харамбаше о његовом хајдуковању и пореклу.

Све пркупљене податке о Лази Шкундрићу, записао је и касније објавио Будисављевић у својим књигама „S ličke grude: priče“ (1913), односно „Из старог завичаја: приповијести“ (1914)
Попут огромне већине породица (са 36 различитих презимена) из братства Богуновића и његова породица (Шкундрић) имала је Крсну славу „Јовањдан“ (Свети Јован Крститељ).

## Војничка каријера
Своје војевање Лазар ће започети 1848. године, када су кренула анти-монархистичка револуционарна превирања (1848–1849) у неким деловима Аустријске царевине, када је мобилисан са својим старијим братом Ђурђем, те потом одлази на разна бојишта, а у царској војсци борио се (у оквиру 4 батаљона) у Бечу и у Темишвару (рум. Timișoara).

## Хајдуковање
У хајдуке Лазо Шкундрић одлази 1849. године, искористивши повратак из Мађарске, тј. пролазак своје јединице кроз Лику, па је после проласка Грачаца у селу Штикада дезертирао из аустrијске војске.

Шкундрић је био револтиран чињеницом, да мобилизација није равномерно обухватила све породице у Лици, јер су поред њега и његова два брата била мобилисана, а многе друге породице нису имале никог мобилисаног.

Најпре је кренуо у Далмацију, али тамо се због потера за дезертерима није могао дуже задржати, па је прешао у Срб (Лика), код свог рођака Тодора-Тодораша Шкундрића, хајдучког вође (харамбаша: 18??-1855).

Ова хајдучка чета је поред харамбаше (до Лазиног доласка) имала још осам људи: стричевиће Луку и Андрију Лабуса, Саву Шајицу и Николу Миладиновића, из Мале Попине (Лика), Тодора Стојсављевића, из Велике Попине (Лика), Саву Радишића, из Дабашнице (Лика), те Николу Манојловића и Јовицу Миљуша из Брувна (Лика).

После погибије харамбаше Тодора, старешинство прелази на Луку Лабуса (харамбаша: 1855-1862), који је хајдуковао 14 година (1848–1862).
Када се Лазо Шкундрић повукао из хајдучије, у Лици више није било хајдука, већ су они који су желели да се и даље баве тим „послом“, одлазили да се прикључе хајдучким дружинама у другим крајевима, па тако Личане налазимо код поунијаћеног Сербина Јосипа-Јоце Удманића (харамбаша: 1843-1867) из Поповаче у Мославини, где су се обрели лички хајдуци Теодор и Јован Узелац, Иван Штимац, Ђорђе Слијепчевић и Миле, Стево и Марко Лончар, односно неки други код харамбаше Петра Личанина, који је од 1866. године хајдуковао у околини Сиска, Пакраца и Петриње.

## Лика после повлачења Лазе Шкундрића
Лист Народне странке „Novi Pozor“ (почео је да излази у Бечу 1. септембра 1867. године), у броју 35., од 15. октобра 1867. године, наводи да је након помиловања харамбаше Лазе Шкундрића у Лици остала још само тројица хајдука (Дошен, Ђукић и Јеловац), који су се повезали са далматинским хајдуцима и „čine nam velikih neprilikah“, које је до 1866. године предводио харамбаша Симо Ковалевић, а потом Томо Ковачевић.
Тек је између 1870. и 1871. године коначно заустављена хајдучија, када су похватани или поубијани последњи лички хајдуци, који су хајдуковали широм данашње Републике Хрватске и Босне и Херцеговине.

## Галерија
- Опис слике: Лазар Дане Шкундрић (1825-1901), последњи лички хајдучки вођа (харамбаша: 1862-1865), члан братства Богуновића.
Извор: „DYNASTIА NEMAGNICH ET GENUS FAMILIА BOGUNOUICH: Per vestigium documentorum archivi Ragusini“ (THE NEMANJIĆ DYNASTY AND ORIGIN OF THE BOGUNOVIĆ FAMILY: Tracing the documents of Dubrovnik Archive), Часопис „Chivalrous culture“ № 7 (2018).